# Liste des maires de Pollestres
Cet article dresse une liste par ordre de mandat des maires de Pollestres.

## Liste des maires

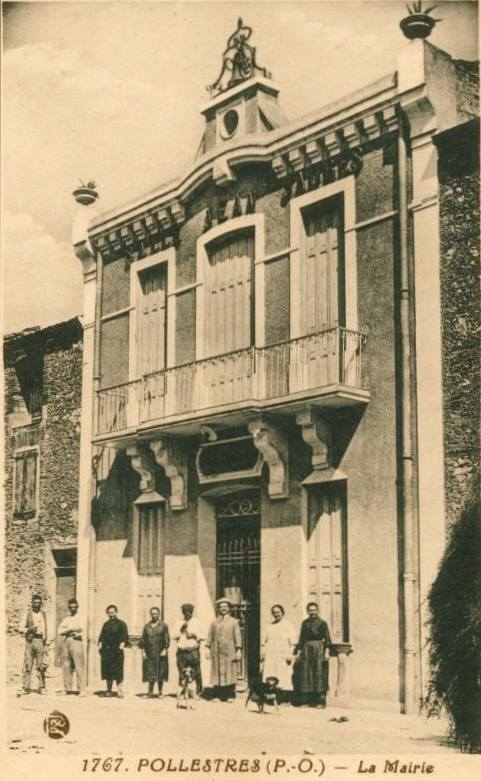
L'ancien hôtel de ville de Pollestres.

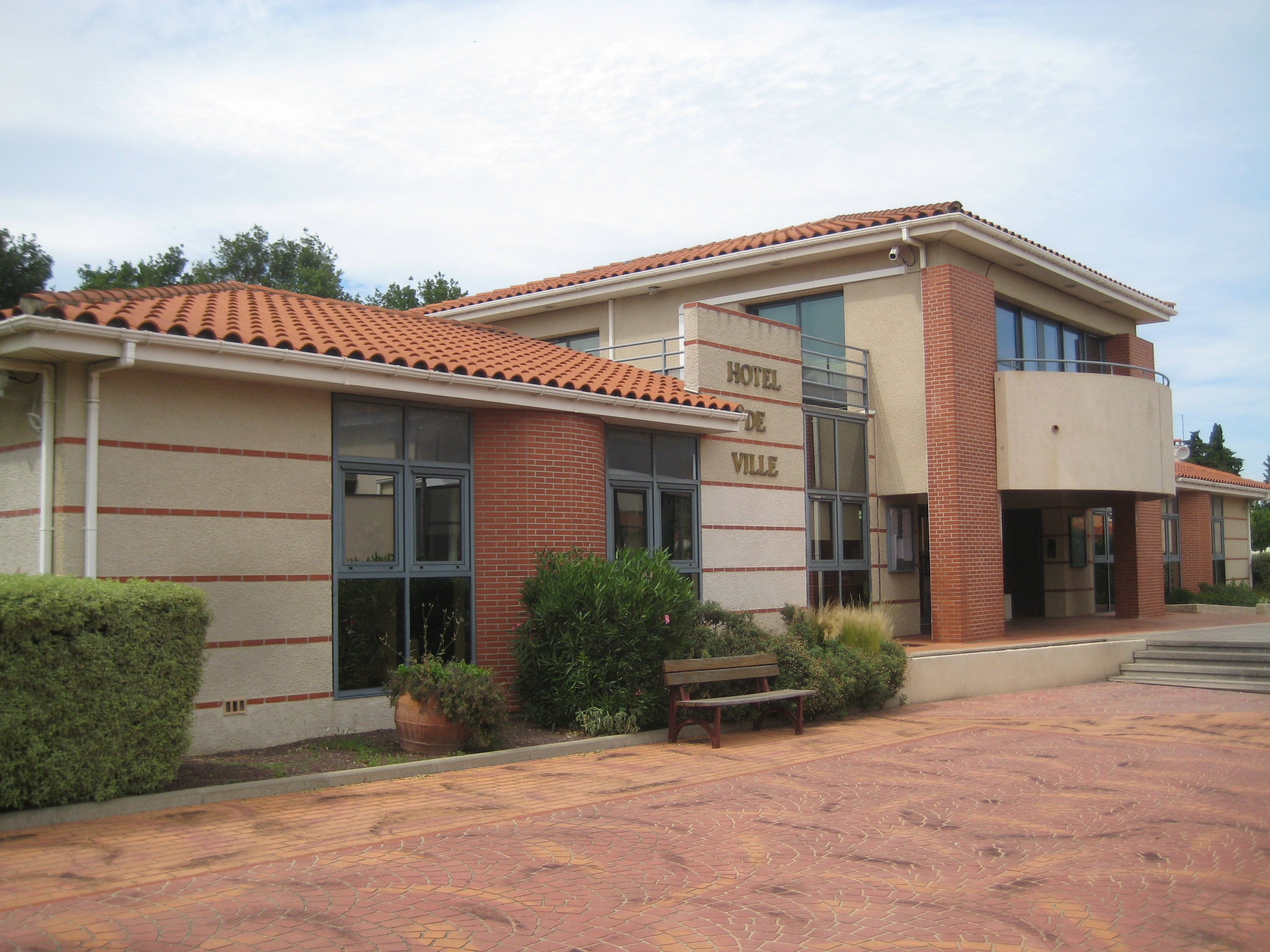
L'actuel hôtel de ville de Pollestres.

| Période           | Période           | Identité                | Étiquette            | Qualité |
| ----------------- | ----------------- | ----------------------- | -------------------- | --- |
| 1792              | 1794              | M. André                |                      | |
| 1794              | 1796              | Pierre Cantort          |                      | |
| 1796              | 1798              | François Sarris         |                      | |
| 1798              | 11 novembre 1803  | Pierre Cantort          |                      | |
| 11 novembre 1803  | 26 septembre 1830 | Joseph André            |                      | |
| 26 septembre 1830 | 25 octobre 1846   | Pierre André            |                      | |
| 25 octobre 1846   | 2 mars 1848       | Joseph André            |                      | |
| 2 mars 1848       | 18 août 1855      | Étienne Édouard         |                      | |
| 18 août 1855      | 9 avril 1862      | Antoine Roca-Tres Cases |                      | |
| 9 avril 1862      | 14 juillet 1862   | Alexis Tastu-Jaubert    |                      | |
| 14 juillet 1862   | 21 septembre 1865 | Bonaventure Mascle      |                      | |
| 21 septembre 1865 | 11 septembre 1868 | Antoine Roca-Tres Cases |                      | |
| 11 septembre 1868 | 8 novembre 1870   | Pierre Deprade          |                      | |
| 8 novembre 1870   | 17 mai 1871       | Joseph Lenan            |                      | |
| 17 mai 1871       | 16 mars 1874      | Joseph Giral            |                      | |
| 16 mars 1874      | 13 octobre 1876   | Antoine Puig-Ripoll     |                      | |
| 13 octobre 1876   | 11 mai 1878       | Joseph Giral            |                      | |
| 11 mai 1878       | 25 janvier 1881   | Jacques Mascle          |                      | |
| 25 janvier 1881   | 11 juillet 1884   | M. Janer                |                      | Boucher |
| 11 juillet 1884   | 11 mai 1896       | Baptiste Duffau         |                      | |
| 11 mai 1896       | 1er mars 1906     | Jean Barde              |                      | |
| 1er mars 1906     | 6 mai 1907        | Pierre Tremy            |                      | |
| 6 mai 1907        | 22 mai 1908       | Joseph Maumill          |                      | |
| 22 mai 1908       | 11 juillet 1910   | Joseph Bousquet         |                      | |
| 11 juillet 1910   | 10 décembre 1919  | François Perpignane     |                      | |
| 10 décembre 1919  | 18 mai 1929       | André Ablard            |                      | |
| 18 mai 1929       | 19 mai 1935       | Joseph Puig             |                      | |
| 19 mai 1935       | 3 novembre 1939   | Albert Aliès            |                      | |
| 3 novembre 1939   | 1er janvier 1941  | François Bazeries       |                      | |
| 1er janvier 1941  | 9 mars 1941       | Albert Aliès            |                      | |
| 9 mars 1941       | 8 août 1942       | Jean Parayre            |                      | |
| 8 août 1942       | 2 septembre 1944  | Philippe Matignon       |                      | |
| 2 septembre 1944  | 1977              | Albert Aliès            |                      | |
| 1977              | 1989              | Jacky Pugnet,           | PCF                  | |
| 1989              | 1995              | René-Louis Fayaud       | GE                   | |
| 19 juin 1995      | 25 mai 2020       | Daniel Mach,            | UDF puis UMP puis LR | Cadre commercial Président de la fédération UMP des Pyrénées-Orientales Secrétaire national LR à l'Énergie et aux Transports Adjoint au maire (1989-1995) 4e vice-président de Perpignan Méditerranée Métropole, 3e vice-président de Perpignan Méditerranée Métropole, Député (2002-2012), |
| 25 mai 2020       | En cours          | Jean-Charles Moriconi   | LR puis DVD          | Maire de Pollestres, Vice-président de la communauté urbaine Perpignan Méditerranée Métropole, délégué aux transports et mobilités |